# Capote
Capote (bra/prt: Capote) é um filme canado-estadunidense de 2005, do gênero drama biográfico, dirigido por Bennett Miller com Philip Seymour Hoffman no papel-título.

## Sinopse
Conta a história de vida do escritor estadunidense Truman Capote enquanto ele investiga o assassinato de alguns moradores de uma pequena cidade do Kansas, que serve de trama para o livro A Sangue Frio.

## Elenco
- Philip Seymour Hoffman .... Truman Capote
- Catherine Keener .... Nelle Harper Lee
- Clifton Collins Jr. .... Perry Smith
- Chris Cooper .... Alvin Dewey
- Bruce Greenwood .... Jack Dunphy

## Recepção
Capote teve ampla aclamação por parte da crítica especializada. Com uma classificação de 90% em base de 181 críticas, o Rotten Tomatoes publicou um consenso: "Desempenho central fascinante de Philip Seymour Hoffman que orienta uma releitura bem construída do período mais sensacional e importante na vida do autor Truman Capote".

## Principais prêmios e indicações
Oscar 2006 (EUA)
- Venceu na categoria de melhor ator (Philip Seymour Hoffman)[carece de fontes?]
- Indicado nas categorias de melhor filme[carece de fontes?], melhor diretor[carece de fontes?], atriz coadjuvante (Catherine Keener)[carece de fontes?] e melhor roteiro adaptado[carece de fontes?]

BAFTA 2006 (Reino Unido)
- Venceu na categoria de melhor ator (Philip Seymour Hoffman)[carece de fontes?]
- Indicado nas categorias de melhor filme[carece de fontes?], melhor roteiro adaptado[carece de fontes?] e melhor atriz coadjuvante (Catherine Keener)[carece de fontes?]
- Bennett Miller foi indicado ao Prêmio David Lean pela direção[carece de fontes?]

Globo de Ouro 2006 (EUA)
- Venceu na categoria de melhor ator em filme dramático.[4]

Festival de Berlim (Alemanha)
- Indicado ao Urso de Ouro[carece de fontes?]

Grande Prêmio Cinema Brasil 2007 (Brasil)
- Indicado na categoria de melhor ator (Philip Seymour Hoffman)[carece de fontes?]

Independent Spirit Awards 2006 (EUA)
- Venceu na categoria de melhor ator (Philip Seymour Hoffman)[carece de fontes?] e melhor roteiro[carece de fontes?]
- Indicado na categoria de melhor fotografia[carece de fontes?] e melhor produção[carece de fontes?]